# مایکرو سرور
دیتاسنتر ۶۴ بیتی مایکروسِرور یک رایانه در ردهٔ سرور است که بر پایهٔ سیستم روی تراشه (SoC) طراحی شده‌است. هدف این است که تمامی عملکردهای برد مادر سرور (به‌جز DRAM، حافظهٔ فلش بوت و مدارهای تغذیه) در یک ریزتراشه منفرد یکپارچه شوند. بنابراین، تراشهٔ اصلی شامل چیزی بیش از هسته‌های محاسباتی، حافظهٔ نهان، واسط‌های حافظه و کنترل‌کننده‌های PCI است. این تراشه معمولاً شامل واسط‌های SATA، شبکه، درگاه سریال و حافظهٔ بوت نیز می‌باشد. این طراحی، نیاز به چیپ‌های پشتیبان را در سطح برد از میان برمی‌دارد که منجر به کاهش فضا، توان مصرفی و هزینه می‌شود. چندین مایکروسِرور را می‌توان در یک بستهٔ کوچک برای ساخت مراکز دادهٔ متراکم کنار هم قرار داد.

## تاریخچه
اصطلاح مایکروسِرور نخستین بار در اواخر دههٔ ۱۹۹۰ ظاهر شد و توسط یک مرکز رشد در پالو آلتو به نام PicoStar رواج یافت، زمانی‌که در حال پرورش Cobalt Microservers بود. واژهٔ مایکروسِرور دوباره در حدود سال ۲۰۱۰ مطرح شد و اغلب به اشتباه به معنای «عملکرد پایین» تلقی می‌شود. مایکروسِرورها ابتدا در بازار سامانه‌های نهفته (embedded) پدیدار شدند، جایی که به دلیل محدودیت در هزینه و فضا، چنین تراشه‌های مجتمع (SoC) پیش از رایانش‌های عمومی رواج یافتند. پژوهش‌های اخیر نشان می‌دهد که سرویس‌های نوظهور مقیاس‌پذیر و بارهای کاری محبوب مراکز داده—برای نمونه در CloudSuite—به درجه‌ای از عملکرد تک‌رشته‌ای نیاز دارند (با هسته‌های دارای اجرای خارج از ترتیب) که ممکن است از پردازنده‌های رومیزی مرسوم پایین‌تر باشد، اما به‌مراتب بالاتر از سامانه‌های نهفته است.
مایکروسِرورهای مدرن معمولاً عملکرد متوسط تا بالا را با چگالی بسته‌بندی بالا ارائه می‌دهند و امکان فرم‌فاکتورهای بسیار کوچک برای گره‌های محاسباتی را فراهم می‌کنند. این می‌تواند به بهره‌وری انرژی بالا (عملیات بر وات) منجر شود که معمولاً بهتر از پردازنده‌های با عملکرد تک‌رشته‌ای بسیار بالا است.
یکی از نخستین مایکروسِرورهای ۳۲-بیتی، SheevaPlug بود. نمونه‌های مصرفی متعددی از مایکروسِرورهای ۳۲-بیتی موجودند، از جمله Banana Pi که در مقایسهٔ رایانه‌های تک‌بردی دیده می‌شود. در اوایل سال ۲۰۱۵، حتی یک مایکروسِرور ۶۴-بیتی در ردهٔ مصرفی معرفی شد. در میانهٔ سال ۲۰۱۷، مایکروسِرورهای مصرفی ۶۴-بیتی شروع به ظهور کردند، مانند Raspberry Pi 3. مایکروسِرورهای مناسب مراکز داده باید ۶۴-بیتی باشند و سیستم‌عامل‌های در سطح سرور مانند RHEL یا SUSE را اجرا کنند.

## تجاری‌سازی
دل از نخستین شرکت‌هایی بود که یک مایکروسِرور تجاری عرضه کرد. در مه ۲۰۰۹، دل پلتفرم Fortuna را بر پایهٔ پردازندهٔ VIA Nano معرفی کرد. این سامانه برای یک مشتری خاص اروپایی طراحی شده بود.
کمی پس از دل، شرکت SeaMicro یکی از نخستین مایکروسِرورهای عمومی را عرضه کرد. این شرکت در ژوئن ۲۰۱۰، مدل SM10000 را معرفی کرد که مبتنی بر پردازندهٔ Intel Atom بود. پس از آن، مدل SM10000-64 با پردازندهٔ ۶۴-بیتی Atom عرضه شد و سپس در سال ۲۰۱۱، مدل SM10000-XE با پردازندهٔ Intel Sandy Bridge جایگزین شد. در سال ۲۰۱۲، شرکت SeaMicro توسط AMD خریداری شد.
شرکت Calxeda که اکنون تعطیل شده است، از نخستین شرکت‌هایی بود که به ساخت مایکروسِرورهای مبتنی بر ARM پرداخت و از هسته‌های ۳۲-بیتی ARM استفاده کرد. این شرکت پیش از آن‌که بتواند به معماری ۶۴-بیتی مهاجرت کند، از بازار خارج شد.
شرکت هیولت-پکارد (HP) نیز خط تولید تجاری Moonshot را با قابلیت ۶۴-بیتی ارائه کرده است.
در سال ۲۰۱۶، استارتاپ Kaleao محصول KMAX را که بر پایهٔ ARM بود، معرفی کرد.
در سال ۲۰۱۵، مایکروسِرورها—که گاه به اشتباه با عنوان «سرورهای مقیاس‌پذیر افقی» یا حتی «سرورهای مقیاس‌پذیر عمودی» شناخته می‌شوند—توجه زیادی در رسانه‌ها به خود جلب کردند.